# مات بولمان
مات بولمان (بالإنجليزية: Matt Bulman)‏ هو لاعب كرة قدم بريطاني في مركز حراسة المرمى، ولد في 14 أكتوبر 1986 في برستل في المملكة المتحدة. لعب مع أكسفورد سيتي وتشبنهام تاون وسويندون تاون وفوريست غرين ونادي سالزبري سيتي ونادي ووستر سيتي.